# STB Card
STB Card — російська національна система міжбанківських розрахунків на основі пластикових карток, заснована в 1992.
Платіжна система охоплює 82 суб'єкта РФ, 960 банкоматів в 124 містах, 874 відділення російських банків в 578 містах та районних центрах, більше 3 000 торгових підприємств у 52 містах.
У 2009 внаслідок реструктуризації компанії СТБ-КАРТ функції оператора платіжної системи СТБ передані компанії ЗАТ «СТБ-Платіжна Система». Функції третьостороннього процесора STB, Visa TPP і Europay MSP, а також SP по Diners Club і DC по American Express передані ЗАТ «СТБ КАРД».